# 伊百六十五型潛艦
伊一六五型潛艇是大日本帝國海軍的潛艦型號。又名海大V型。本艦級的潛水艦共建造了3隻，1932年（昭和7年）竣工。設計繼承海大IV型，最大的變更點是把艦砲改為高射砲。伊號第六十七潛艇於訓練中由於急速潛行失敗而沉沒。另外，殘餘二艦於太平洋戰爭時沉沒。太平洋戰爭時兩艦主要從事商船破壞，擊沉了潛艦K16與商船15隻。

## 諸元
- 全長：97.7米
- 全幅：8.2米
- 排水量：水上1575噸、水中2330噸
- 最大速度：水上20.5節、水中8.2節
- 水中航續距離：111km(60海里)/3節
- 水上航續距離：18,500km(10,000海里)/10節
- 武裝：53cm魚雷發射管×6、10cm高射砲、12mm機銃、魚雷×14

## 同型艦
- 伊號第一六五潛艇 ← 後改名伊號第六五潛艇艦
- 伊號第一六六潛艇 ← 後改名伊號第六六潛艇艦
- 伊號第六七潛艇